# 費爾普萊鎮區 (堪薩斯州馬里昂縣)
費爾普萊鎮區（英語：Fairplay Township）為美國堪薩斯州馬里昂縣轄下的鎮區。2010年美国人口普查中此鎮區人口有107人。

## 地理
費爾普萊鎮區涵蓋總面積為117.0平方（45.16平方英里），其中陸地面積為116.7平方（45.06平方英里），水域面積為0.26平方（0.10平方英里）或0.22%。海拔高度1,371（4,498英尺）。

## 人口統計
根據2010年美國人口普查，費爾普萊鎮區人口有107人，其中男性有56人，女性有51人，人口密度為每平方公里0.92人，住房計47戶。鎮區內的白人有106人，非裔美國人有0人，美洲原住民有0人，亞裔美國人有0人，太平洋島裔美國人有0人，其他種族有1人，混血種族則有0人。此外鎮區內有1人為西班牙裔或拉丁裔美國人。此鎮區之年齡中位數為49.8歲，而男性年齡中位數為50.0歲，女性年齡中位數為49.5歲。

## 交通

### 主要公路
- 50號美國國道
- 77號美國國道